# 증평여자중학교
증평여자중학교(曾坪女子中學校)는 대한민국 충청북도 증평군 증평읍 초중리에 있는 공립 중학교이다.

## 학교 연혁
- 1967년 9월 8일 : 증평여자중학교 설립 인가(6학급)
- 1968년 3월 7일 : 증평여자중학교 개교(2학급)
- 1978년 5월 31일 : 교실 증축
- 1978년 11월 9일 : 학칙 일부 변경(27학급 인가)
- 1997년 11월 4일 : 본관 교사 준공
- 2013년 3월 1일 : 스마트 디지털교과서 정책 연구학교 운영
- 2014년 11월 17일 : 다목적 강당 목련관 준공식
- 2018년 3월 1일 : 자유학년제 및 연계학기 교육부요청 연구학교 운영
- 2020년 1월 8일 : 제50회 졸업식(96명) 계 13,169명
- 2020년 3월 1일 : 제25대 강문규 교장 부임
- 2020년 3월 2일 : 2020학년도 입학(106명)

## 참고 자료
- 증평여자중학교 - 한국교육학술정보원 학교알리미